# Hans von Schweinichen

Wappen derer von Schweinichen

Hans von Schweinichen (* 25. Juni 1552 auf Schloss Gröditzburg, Herzogtum Liegnitz; † 23. August 1616 in Liegnitz) war Liegnitzscher Hofmarschall und autobiographischer Schriftsteller.

## Leben
Hans von Schweinichen entstammte einem Nebenzweig des bekannten schlesischen Rittergeschlechtes Schweinichen mit der Schweinhausburg als Stammsitz, besuchte die Dorfschule im Familiengut Mertschütz, kam 1562 nach Liegnitz und besuchte 1566 die Schule in Goldberg. Einige Jahre verbrachte er auf dem Schloss Liegnitz als Page des geisteskranken abgesetzten Herzogs Friedrich III. Danach begleitete er seinen Vater, den Hauptmann des Goldberger Kreises Georg von Schweinichen, auf seinen Dienstreisen, bevor er in die Dienste des Herzogs Heinrich XI. trat. Nachdem dieser wegen seiner hohen Verschuldung auf Befehl des böhmischen Landesherrn 1581 verhaftet worden war, lebte Schweinichen als Landwirt auf gepachteten Gütern, es gelang ihm aber gegen Ende seines Lebens, Mertschütz zurückzubekommen.
Nach dem Tode Heinrichs 1588 trat Junker Hans von Schweinichen in die Dienste von dessen jüngerem Bruder Friedrich IV., der 1596 starb. Auch seinem Nachfolger, dem Brieger Herzog Joachim Friedrich, diente er als Marschall und Hofmeister. Dieses Amt verwaltete er schließlich auch in der nach dessen Tod 1602 eingesetzten vormundschaftlichen Regierung. Im Alter verkaufte er das Gut Mertschütz und ließ sich in Liegnitz nieder, wo er ein Haus erwarb. Schweinichen wurde neben seinen piastischen Herren in der Hofkirche St. Johannes Baptist begraben. Sein Grabstein ging während eines Umbaus der Kirche im 18. Jahrhundert verloren.
Über Hans von Schweinichens Leben schrieb Hugo Kretschmer das Lied Schläsche Fehde: „Der Ritter Hoans vo Schweinichen, rummel, dummel-dum und rummel, dummel dei ...“

## Werke
Schweinichens Tagebuchaufzeichnungen beginnen mit dem Jahr 1568 und brechen 1602 ab. Sie stellen ein unmittelbares und aufschlussreiches kulturhistorisches Zeugnis der Zeit dar. Sie wurden erstmals 1820–22 von Johann Gustav Gottlieb Büsching herausgegeben; die letzte wissenschaftliche Edition stammt von Hermann Oesterley. Außerdem verfasste er eine Lebensbeschreibung des Herzogs Heinrich XI.

## Ausgaben
- Denkwürdigkeiten von Hans Schweinichen. Herausgegeben von Hermann Oesterley. Wilhelm Köbner, Breslau 1878
- Leben Herzog Heinrichs XI. von Liegnitz. Herausgegeben von Gustav Adolf Stenzel. In: Scriptores Rerum Silesiacarum, Bd. 4. Breslau 1850, S. 21–30.